# Gesellschaft der Staudenfreunde
Die Gesellschaft der Staudenfreunde (GdS) ist ein eingetragener Verein mit ca. 4800 Mitgliedern, davon 95 % aus Deutschland. Sie hat 41 Regionalgruppen und 13 Fachgruppen (zurzeit Blumenzwiebel und Rhizome, Gräser, Hosta, Lilien, Sempervivum/Jovibarba, Steingarten und Alpine Stauden, Wildstauden, Farne, Hemerocallis, Iris, Paeonien, Sumpf- und Wasserstauden).
Der gemeinnützige Verein hat es sich zur Aufgabe gemacht, die Verbreitung der Stauden in Privatgärten und öffentlichen Anlagen zu fördern, das Wissen über diese Pflanzengruppe zu bewahren, weiterzuentwickeln und der Allgemeinheit zugänglich zu machen, ein Forum für Diskussionen und Erfahrungsaustausch zu bieten, neue Entwicklungen und Züchtungsergebnisse vorzustellen, über Fachliteratur und Bezugsquellen zu informieren.
Erreicht wird dies durch folgende Aktivitäten:
- Vierteljährlich erscheinende Zeitschrift „der Staudengarten“ mit Berichten, Reportagen, vielen Fotos und aktuellen Veranstaltungshinweisen
- Jährliche Samentauschaktion
- Ausstellungen oder Ausstellungsbeteiligungen
- Aktive Regionalgruppen mit Vortragsveranstaltungen, Gartenführungen, Pflanzentausch, Gartenreisen
- Überregionale Fachgruppen
- Staudenbewertungen
- Eigene Publikationen, zum Beispiel „Staudenvielfalt“, "Trillium", Gentiana - Enziane und verwandte Gattungen, Lateinstunde für Pflanzenfreunde, Broschüre: Offene Gärten.